# Quatre libertés
Pour les articles homonymes, voir Quatre libertés (homonymie).
Les quatre libertés (en anglais the four freedoms) sont les libertés, au nombre de quatre, que le président des États-Unis Franklin Delano Roosevelt a présentées comme fondamentales dans son discours sur l'état de l'Union prononcé le 6 janvier 1941 — devenu célèbre sous le nom de Discours des quatre libertés (The Four Freedoms speech) — et dont selon lui les êtres humains devraient pouvoir jouir partout dans le monde :
1. la liberté d'expression (freedom of speech) ;
2. la liberté de religion (freedom of worship) ;
3. la liberté de vivre à l'abri du besoin (freedom from want) ;
4. la liberté de vivre à l'abri de la peur (freedom from fear).

Les deux premières libertés reprennent celles énoncées par le Ier amendement de la Constitution américaine. Les deux dernières, le droit à la sécurité économique et une vision internationaliste de la politique étrangère, sont devenues les pivots de la doctrine libérale américaine moderne.
Des prix des quatre libertés sont décernés chaque année depuis 1982.

## Extrait du discours
| « In the future days, which we seek to make secure, we look forward to a world founded upon four essential human freedoms. The first is freedom of speech and expression — everywhere in the world. The second is freedom of every person to worship God in his own way — everywhere in the world. The third is freedom from want — which, translated into world terms, means economic understandings which will secure to every nation a healthy peacetime life for its inhabitants — everywhere in the world. The fourth is freedom from fear — which, translated into world terms, means a world-wide reduction of armaments to such a point and in such a thorough fashion that no nation will be in a position to commit an act of physical aggression against any neighbor — anywhere in the world. That is no vision of a distant millennium. It is a definite basis for a kind of world attainable in our own time and generation. That kind of world is the very antithesis of the so-called new order of tyranny which the dictators seek to create with the crash of a bomb. » (source : Discours sur l'état de l'Union du 6 janvier 1941) | « Dans les jours à venir, que nous cherchons à rendre sûrs, nous entrevoyons un monde fondé sur quatre libertés essentielles. La première est la liberté de parole et d'expression — partout dans le monde. La deuxième est la liberté de chacun d'honorer Dieu comme il l'entend — partout dans le monde. La troisième consiste à être libéré du besoin — ce qui, sur le plan mondial, suppose des accords économiques susceptibles d'assurer à chaque nation une vie saine en temps de paix pour ses habitants — partout dans le monde. La quatrième consiste à être libéré de la peur — ce qui, sur le plan mondial, signifie une réduction des armements si poussée et si vaste, à l'échelle planétaire, qu'aucune nation ne se trouve en mesure de commettre un acte d'agression physique contre un voisin — n'importe où dans le monde. Il ne s'agit pas là de vues concernant un millénaire éloigné. C'est la base précise du genre de monde à la portée de notre temps et de notre génération. Ce monde est l'antithèse même du prétendu nouvel ordre tyrannique que les dictateurs cherchent à instaurer en faisant exploser une bombe. » |

## Inspiration pour les traités internationaux

Drapeau des quatre libertés.

La Charte de l'Atlantique, déclaration faite conjointement par Roosevelt et le Premier ministre britannique Winston Churchill le 14 août 1941, reprend et complète le discours de quatre libertés prononcé quelques mois plus tôt.
Le concept des quatre libertés a également influé sur la Charte des Nations unies adoptée le 26 juin 1945. Il a ensuite été repris dans le préambule de la Déclaration universelle des droits de l'homme adoptée le 10 décembre 1948 par l'Organisation des Nations unies, sous l'inspiration de la Première dame Eleanor Roosevelt qui, après la mort de son mari, s'est impliquée à l'ONU et dans la rédaction de cette déclaration :
| « […] the advent of a world in which human beings shall enjoy freedom of speech and belief and freedom from fear and want has been proclaimed as the highest aspiration of the common people […] » | « […] l'avènement d'un monde où les êtres humains seront libres de parler et de croire, libérés de la terreur et de la misère, a été proclamé comme la plus haute aspiration de l'homme […] » |
| (source : Universal Declaration of Human Rights) | (source : Déclaration universelle des droits de l'homme) |

Les quatre libertés ont également inspiré un drapeau qui a représenté l'ONU de manière non officielle à ses débuts, avant l'adoption du drapeau officiel. Les quatre libertés étaient représentées par quatre bandes verticales de couleur rouge, verte ou bleue, séparées par des bandes blanches.

## Peintures de Norman Rockwell
Le concept des quatre libertés a inspiré à Norman Rockwell un ensemble de quatre tableaux, chacun d'eux représentant l'une des libertés. Ils ont été publiés dans quatre numéros consécutifs du Saturday Evening Post, les 20 février 1943, 27 février 1943, 6 mars 1943 et 13 mars 1943, accompagnés d'essais sur les quatre libertés.

Les quatre tableaux de Norman Rockwell, inspirés par le discours des quatre libertés de Roosevelt.
La Liberté de parole.
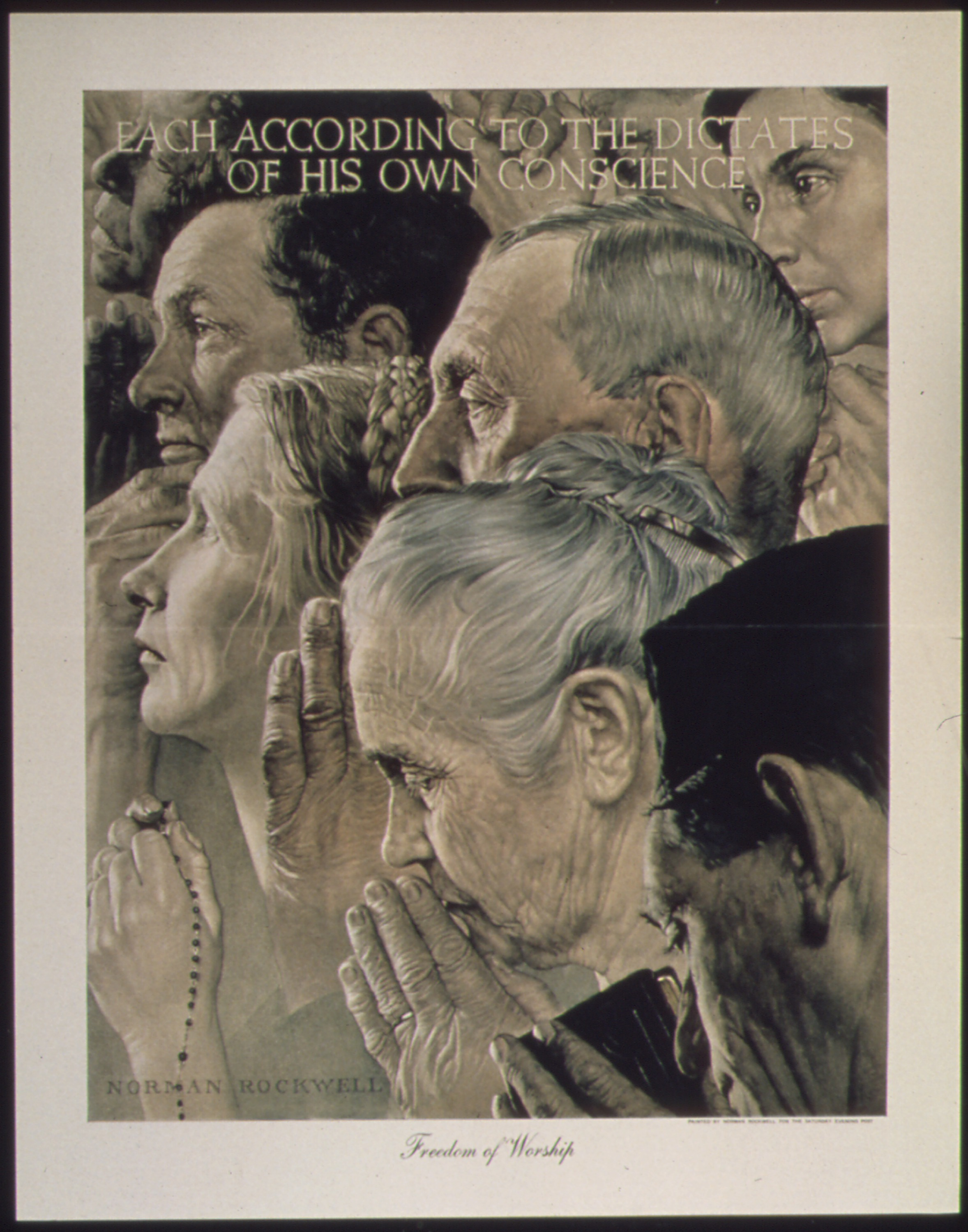
La Liberté de culte.
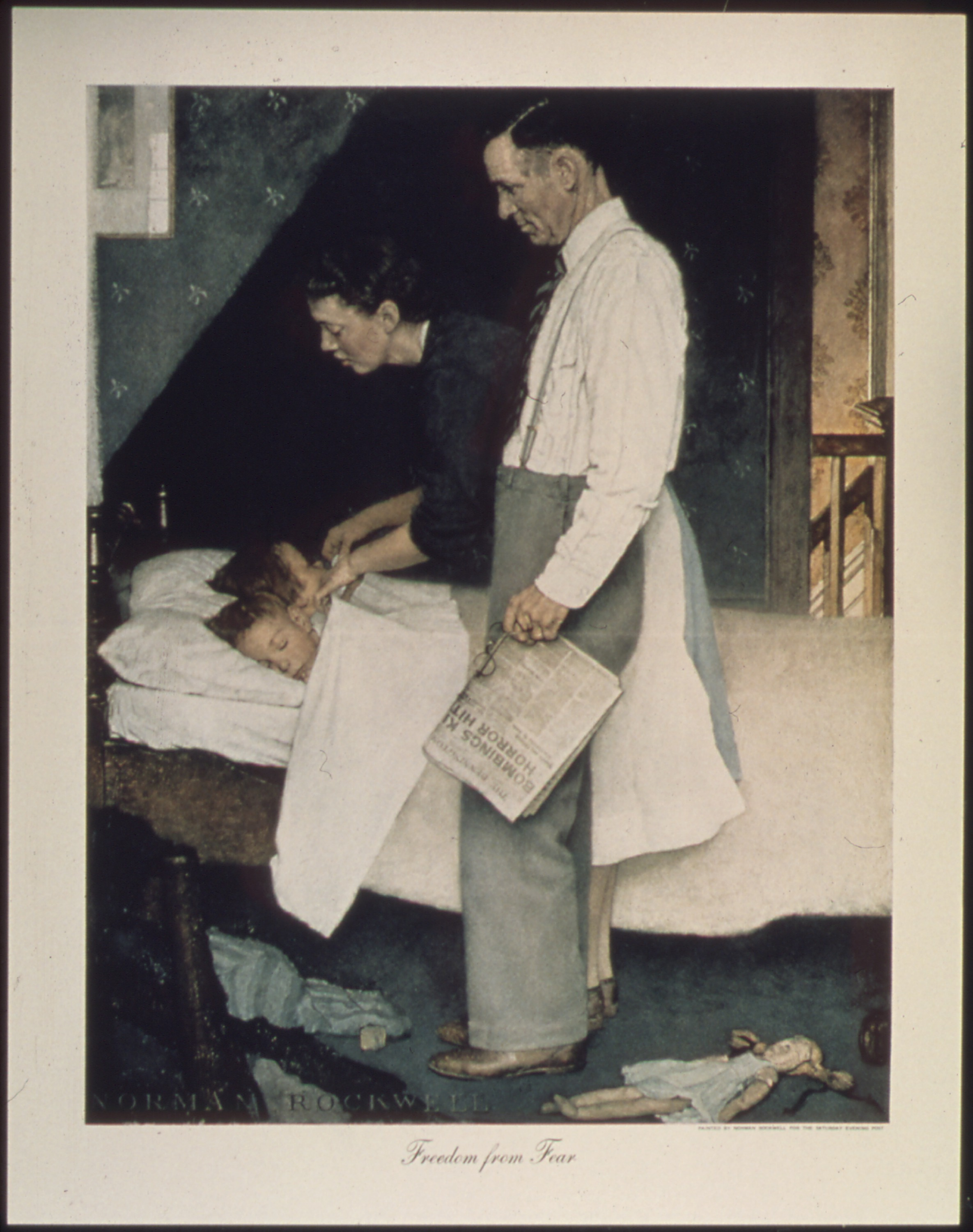
À l'Abri de la peur.
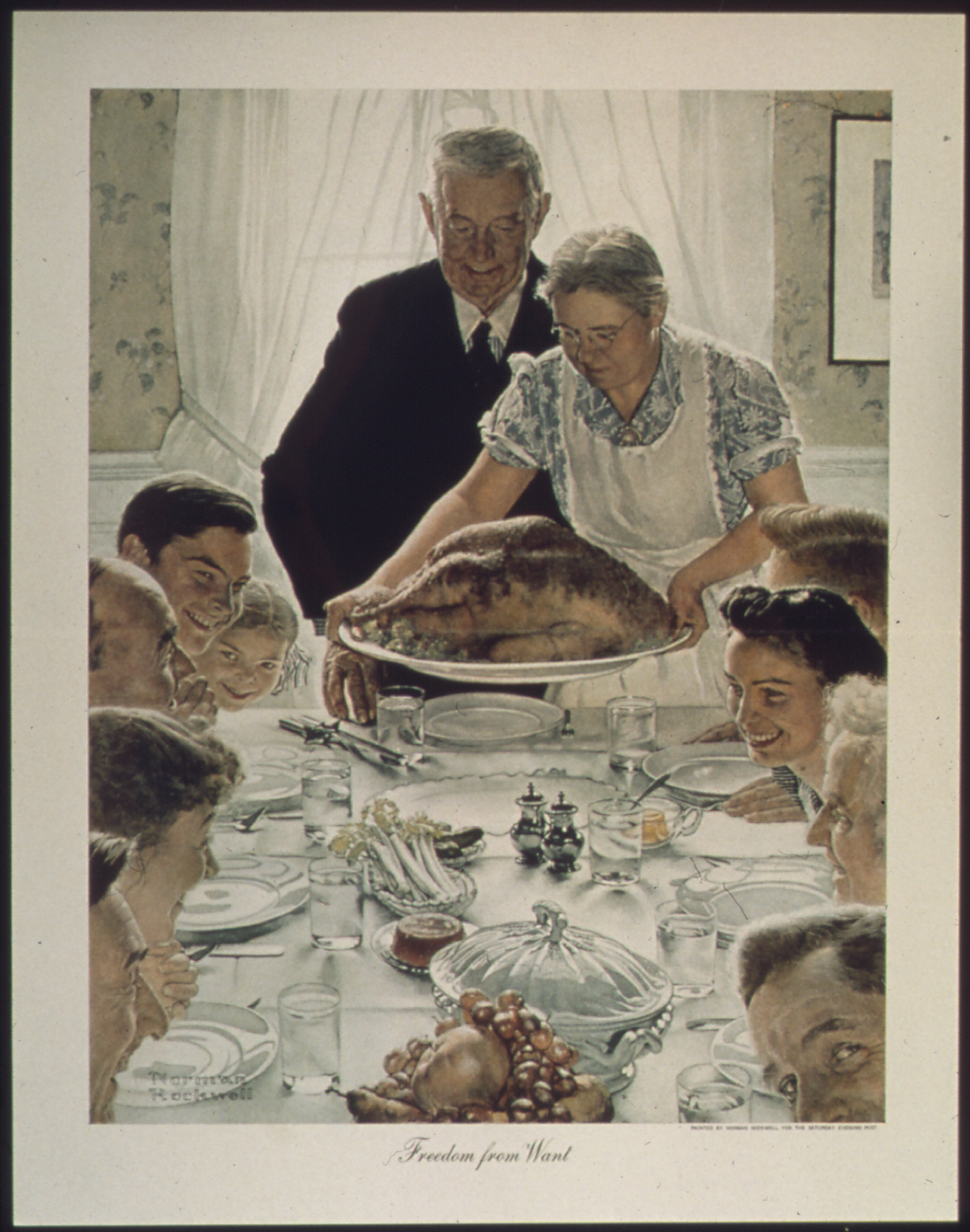
À l'Abri du besoin.

## Monuments
- À la suite de son discours, Roosevelt a commandé un monument symbolisant les quatre libertés, pensant que l'art serait un moyen d'emporter l'adhésion d'un plus grand nombre de personnes à ce concept. Il fut sculpté par Walter Russell, et inauguré en 1943 devant une foule de 60 000 personnes au Madison Square Garden à New York. Il était dédié à Colin Kelly, le premier Américain reconnu comme héros de la Seconde Guerre mondiale. Le 14 juin 1944, le monument a été inauguré une seconde fois dans la ville natale de Kelly, Madison en Floride, avec un discours du gouverneur Spessard Holland (en).
- Aux Pays-Bas, un monument honorant les quatre libertés a été érigé au centre du village d'Oud-Vossemeer, dans la commune de Tholen, dont les ancêtres de Roosevelt seraient originaires.
- Les Quatre Libertés sont gravées au Franklin Delano Roosevelt Memorial créé en 1997 à Washington.
- Le parc « Franklin D. Roosevelt — Quatre Libertés » a été créé en 2012 à la pointe sud de l'île Roosevelt à New York.

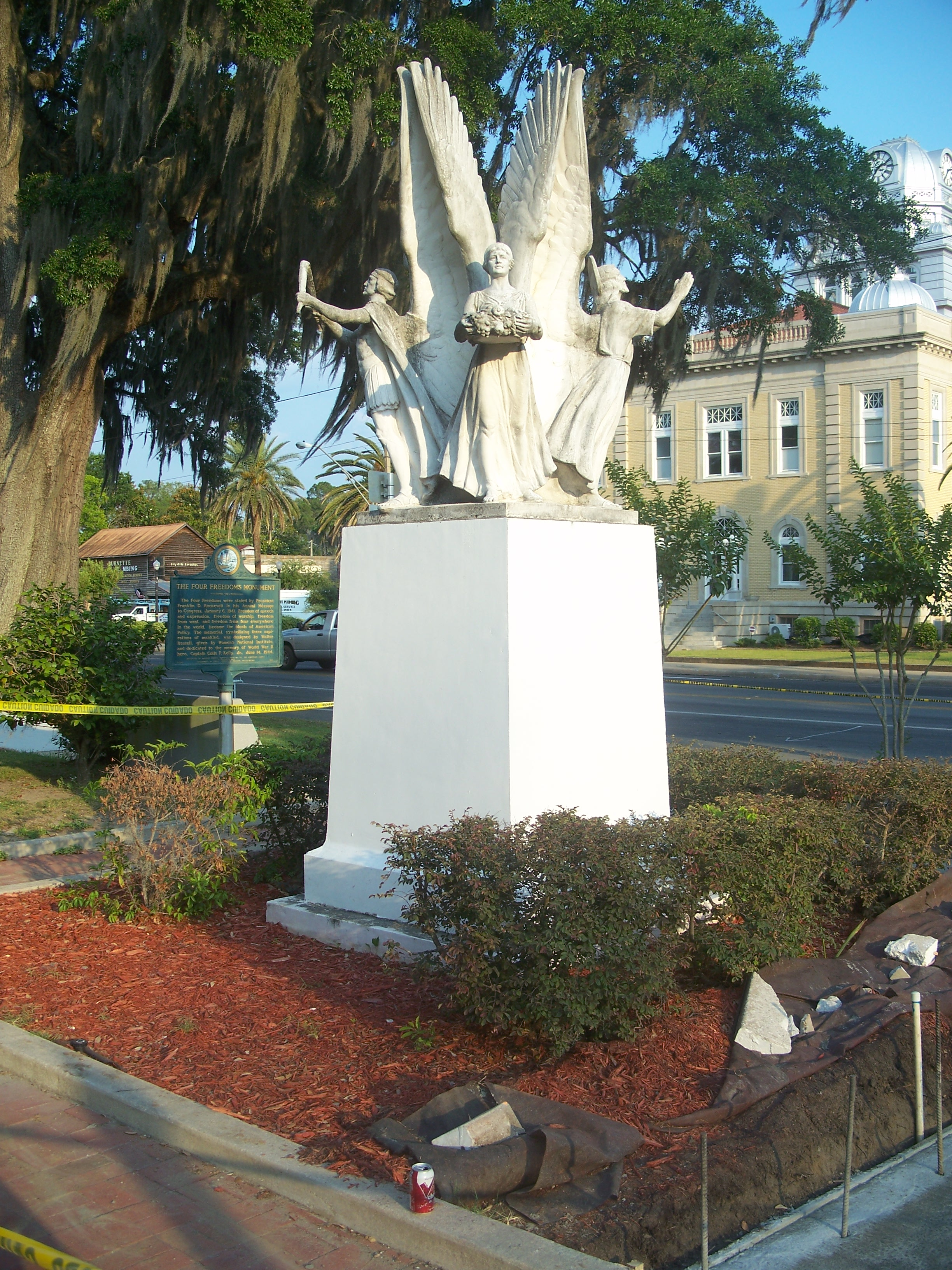
Four Freedoms Monument (en) (États-Unis).
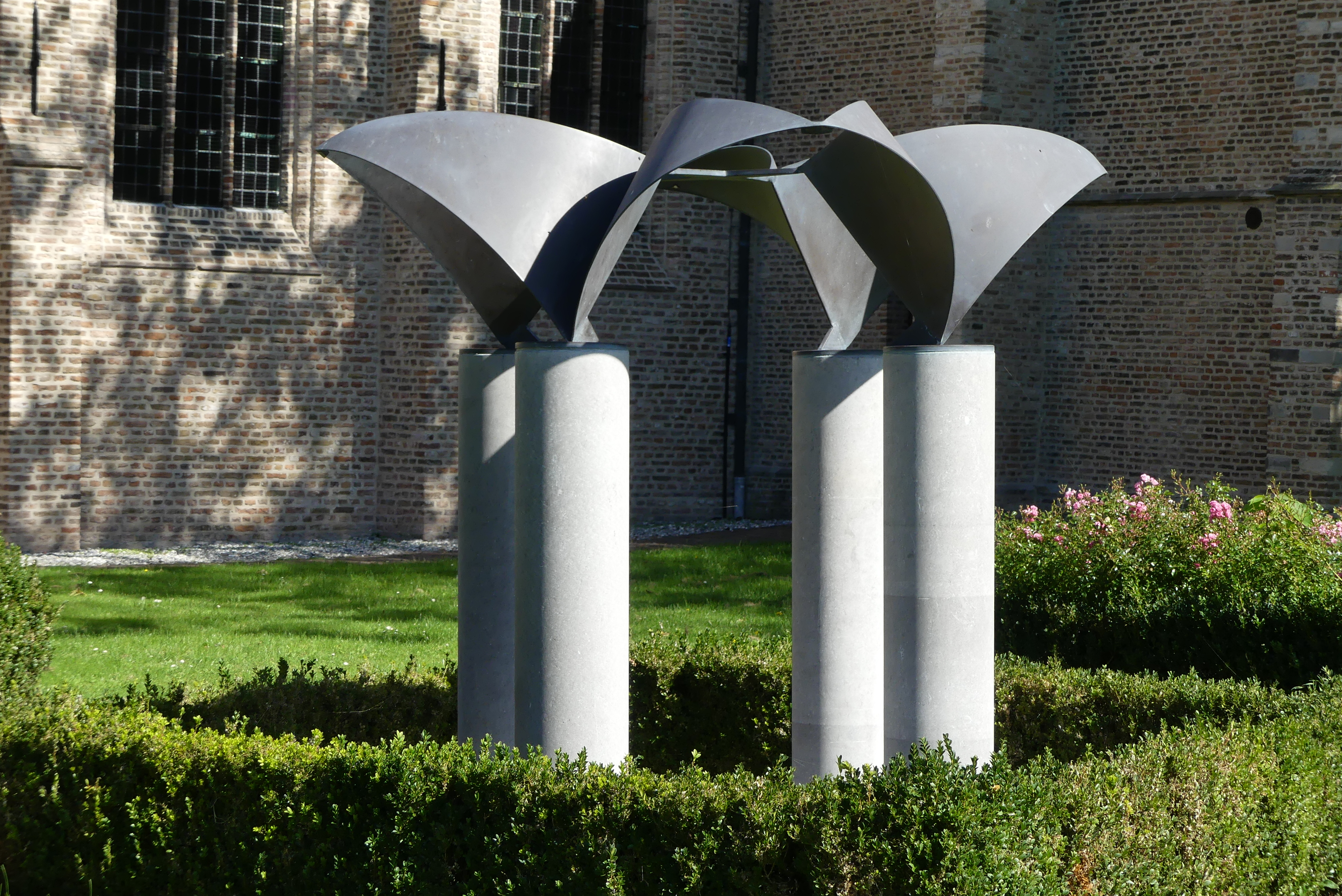
Kunstwerk de Vier Vrijheden (Pays-Bas).
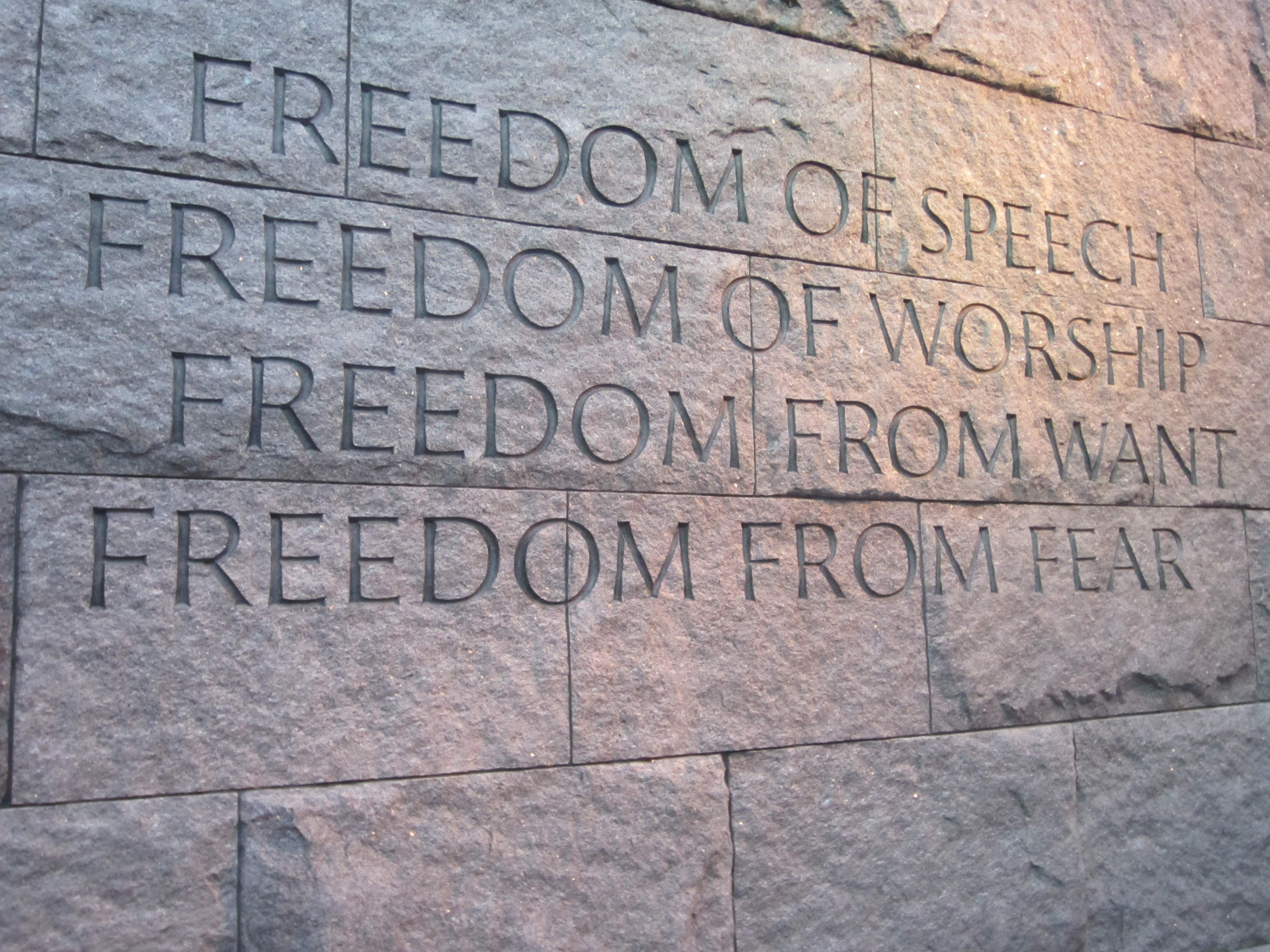
Franklin Delano Roosevelt Memorial (États-Unis).
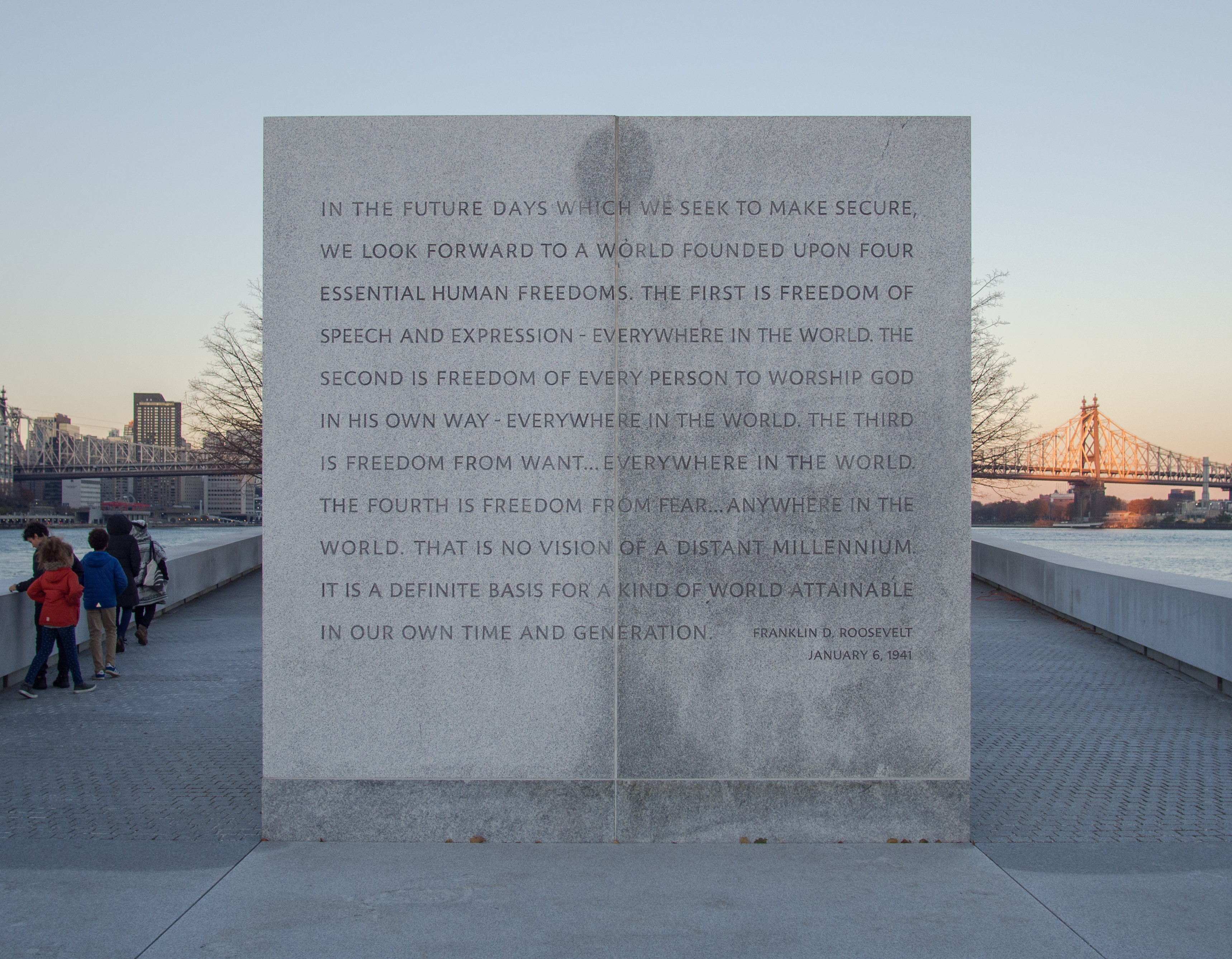
Franklin D. Roosevelt Four Freedoms Park (en) (États-Unis).

## Dans la culture populaire
Parmi les références aux quatre libertés dans la culture populaire, on trouve :
- Le Four Freedoms Plaza est, dans l'univers Marvel, un bâtiment fictif de Manhattan, situé au croisement de la 42e rue et de Madison Avenue, qui sert de quartier général aux Quatre Fantastiques.